# Waitoreke
Waitorekeen er en odder/bæver-lignende kryptid der siges at være set på New Zealands Sydø. En waitoreke siges at holde til ved vandsteder. Nogle mener at waitorekeen enten er en slags bæver, odder, næbdyr, eller sæl. Der er ingen beviser for dette dyrs eksistens.